# 布韋號戰艦
布韋號戰艦（法語：Bouvet）是法國海軍所建造的前無畏艦，其艦名來自法國前海軍上將弗朗索瓦·約瑟夫·布韋，本艦於1893年1月16日在洛里昂兵工廠放置龍骨，並於1896年4月27日時首次下水，最後在1898年6月正式服役。布韋號與查理·馬特號、卡諾號、若雷吉貝里號}、馬塞納號等4艦極為相似，這5艦是法國海軍為了回應英國君權級而建造的，但因設計上由不同的工程師來主導方案，造成每艘艦有些許差異，最後這5艘艦並未被列入同一船級。如同先前4艘艦，布韋號的主要武器由2門305公釐45倍徑1893年型主砲與2門274公釐45倍徑1893年型火砲組成，這4門火砲皆以單裝方式配置在砲塔內。艦體排水量落在12,007公噸（11,817長噸；13,235短噸），整個推進系統可提供15,000匹指示馬力（11,000千瓦特）的動力，使最大航速可達17.8節（33.0每小時；20.5英里每小時），這讓布韋號成為當時世界上最快的戰艦之一。布韋號後來證明是5艘準同型艦中設計最成功的軍艦，後來的查理曼級戰艦即依此為基礎改進而來。然而布韋號仍有著設計缺陷存在，這些缺陷使得本艦的航海穩定性低落，並還成為1915年船難時迅速沉沒的主因。
服役後的布韋號大多數時間在北方分艦隊（Escadre du Nord）與地中海分艦隊之間交替值勤，這段時期本艦多數時間都在進行例行訓練。服役期間儘管相對平靜，但在1903年演習期間仍與高盧人號戰艦發生相撞意外，事後2艦的艦長都被法國海軍解除指揮權。當義大利維蘇威火山於1906年爆發時，布韋號被指派前往救助當地的災民。1907年後，布韋號開始退居二線，並被編入訓練艦隊。不過直到1914年7月第一次世界大戰爆發時，布韋號是5艘準同型艦中仍繼續服役的唯一一艘艦。
由於法國陸軍有相當多的比例駐紮在法屬北非，因此在第一次世界大戰初期，法國開始調遣這些陸軍回到法國本土，而布韋號則是前往法屬北非護送來往於地中海間的運輸艦隊。隨著調遣作業於8月底完成後，布韋號與其它幾艘戰艦在地中海中部海域執行巡邏任務，阻止任何商船運送違禁品至同盟國。1914年11月至12月底期間，布韋號擔任警備艦並駐紮在蘇伊士運河北入口端，緊接著就被調往達達尼爾海峽。自1915年初開始，法國海軍集結多艘大型軍艦前往達達尼爾海峽，準備在此海域與英國艦隊發動作戰。在1915年2月19日至2月25日間的第一階段作戰中，布韋號與蘇弗朗號及高盧人號成功地壓制海峽口的鄂圖曼帝國防禦工事，接著兩艦於1915年3月18日加入總攻擊的戰鬥序列。3月18日的行動裡，雖然本艦被鄂圖曼的岸防砲命中8發，但沒有遭受致命傷害；然而布韋號卻在當天下午3點15分時誤觸水雷，並在災難發生2分鐘後迅速沉入海底，艦上710名船員只有約75人獲救，其餘人員皆在這場災難中殉職。當布韋號傾覆後，英國指揮官沒有認知到已駛入水雷區而接連損失海洋號與無阻號等兩艘戰艦，最後只得中途撤退。聯軍高層認知這次海戰損失過大，轉而派遣陸軍登陸加里波利半島來進攻君士坦丁堡。法國海軍接著在登陸作戰前，調遣亨利四世號來頂替已損失的布韋號。

## 設計
1889年，英國皇家海軍通過《海军防务法案》，並開始建造8艘君權級戰艦，然而這次英國的大規模擴張海軍計畫刺激了法國海軍，導致法國政府在1890年通過海軍建造法案。該法案要求法國海軍需增加共24艘舰队装甲舰（法語：Cuirasses d'escadre），以及其它多艘岸防艦、巡洋艦、魚雷艇等。計畫的第一期預計建造4艘艦隊裝甲艦，這些主力艦根據不同的設計人員建造，但具有相同的基本特徵，包括裝甲、武器、噸位等。法國海軍最高指揮部於1889年12月24日公布新主力艦的基本需求，包括排水量不可超過14,000公噸（14,000長噸；15,000短噸），主要武器由340（13英寸）與270（11英寸）口徑火炮組成，水線裝甲帶厚度需450（18英寸），最高航速則要在17節（31每小時；20英里每小時）左右。副砲需為140（5.5英寸）或160（6.3英寸）口徑，並盡可能地配備更多小口徑火炮。
布韋號戰艦雖然是以布倫努斯號戰艦為基礎改進而來，但在主砲配置上並非是原先的全船軸線佈局方式，而是參考馬真塔號鐵甲艦採菱形佈局，將其中2門主砲以單裝方式配置在船舷中間兩側。儘管海軍部門限定排水量可達到14,000公噸（14,000長噸；15,000短噸），但因政治考量，議會拒絕海軍的增加支出提案，導致設計人員最後僅能將排水量限制在12,000公噸（12,000長噸；13,000短噸）左右。5位海軍艦艇設計師向相關部門提交設計案，而布韋號的設計師最終是由前奥什號鐵甲艦設計師查爾斯·恩斯特·于安中選，而于安先前已提交過查理·馬特號戰艦設計，但在建造前卻收到海軍最高指揮部的改進方案需求，因此于安以查理·馬特號為基礎，做過多處改進後再度提交。于安最後於1892年5月20日提交新設計案，在計劃中新艦體將略大於前4艘準同型艦，海軍在審閱後於1892年10月8日正式批准新設計案。
最終，布韋號是5艘準同型艦中設計最成功的一艘，而且是5艘中唯一一艘在第一次世界大戰期間仍持續執行作戰任務的戰艦。布韋號的設計同樣為次型查理曼級戰艦提供相關設計基礎。然而布韋號仍與另4艘準同型艦同樣有著航行穩定性問題，其性能令人差強人意，並且還間接導致布韋號在1915年的作戰過程中迅速沉沒。所有5艘艦都比英國建造的船舶還差，甚至比不上當時英國同時代的威嚴級戰艦。加上這5艘準同型艦在材料設備上缺乏一致性，在後期維修上造成許多困難；另外由於艦上使用多種砲彈的爆炸飛濺狀況難以區分，因此要建造在戰鬥條件下能適合數個口徑的炮台非常困難。造成這麼多的原因主要在建造時期排水量就遭到限制，使得這5艘艦在服役期間遭遇到不少問題，特別是在穩定性與耐海性上面非常明顯。

### 整體特徵與推進系統
布韋號戰艦艦體全長122.4（401英尺7英寸），水線長121.01（397英尺0英寸），垂標間距117.81（386英尺6英寸），舰宽21.39（70英尺2英寸），吃水深度8.38（27英尺6英寸），排水量12,007公噸（11,817長噸）。在整體上與先前4艘艦有些微不同，其上層甲板採全平甲板設計，沒有呈現如階梯狀形式，例如一部分後甲板與主甲板在同一水平面上；上層建築的尺寸相比之下也較小，另設有2組小型戰鬥桅杆。這些設計的變更，主要是解決前4艦艦體上方重量超重的問題。為了提供270（11英寸）口徑火炮寬敞地射界，本艦仍保有明顯地船舷內傾設計。出航執勤時，艦上平時可容納31名軍官與591名船員，但在擔任旗艦時可擴增至41名軍官與651名船員。
本艦的推進系統採用3組三脹式蒸汽機，每組蒸汽機驅動一船軸，外側兩邊的螺旋槳直徑4.5（15英尺），中心軸上的螺旋槳直徑則僅有4.4（14英尺）。整組推進系統的動力由32台貝爾維爾（Belleville）式水管鍋爐提供，所有鍋爐皆由英德萊特製造。這些鍋爐平均配置在4間鍋爐艙內，而這4間鍋爐艙平均位在側翼砲塔專屬彈藥艙的兩端，並以中央水密艙壁與彈藥艙分隔。所有鍋爐以導管連接至一對煙囪，將蒸氣由此排放至外方。3組三脹式蒸汽機以並排方式放置在一起，並由縱向艙壁來分隔。
整體動力系統共可輸出14,000匹公制馬力（13,808匹指示馬力），在輕排水量的狀況下曾測得最高航速達18節（33每小時；21英里每小時）。在正常排水量狀況下連續航行24小時的測試中，其航速約在17至17.5節（31.5至32.4每小時；19.6至20.1英里每小時）之間。海試時間，若將鍋爐操縱在強制鼓風狀態下，可讓本艦動力輸出達15,462匹公制馬力（15,250匹指示馬力），最高航速落在18.2節（33.7每小時；20.9英里每小時）。以當時的戰艦水準，布韋號是航速最快的戰艦，唯一能與本艦相提並論的只有英國的名望號。當出航值勤時，本艦可攜帶610公噸（600長噸；670短噸）燃煤，若將艦上額外的空間騰出使用，則可將燃煤容納量增加至980公噸（960長噸；1,080短噸）；若在9節（17每小時；10英里每小時）的巡航速度下，其最大續航半徑可達3,000海里（5,600；3,500英里）。
艦上的電氣系統由4組400安培/80伏特直流發電機組成，總發電量為128千瓦特（172匹馬力），所有發電機接配置在鍋爐管道之間的平台甲板上。另有數台額定功率29 kW（39 hp）小型電動機為船舶通風系統提供動力，以及額定功率9 kW（12 hp）的電動機為鍋爐艙吊灰機提供動力。布韋號共配有6組探照燈，其中2組設在船舯的砲台甲板上，2組分別位在前甲板與後甲板的砲台甲板上，另外2組則設在桅杆上。

### 武器配備
布韋號戰艦的主要武器包括2門305公釐45倍徑1893年型主砲與2門274公釐45倍徑1893年型火砲，2門305（12.0英寸）口徑主砲以單裝方式分別配置在船艏與船艉處，而2門274（10.8英寸）口徑火砲則以單裝方式分別配置在船舯處左右兩側船舷內傾的突出座上。這2種45倍徑主砲皆是由馬塞納號戰艦上的配備改進而來；305（12.0英寸）口徑主砲槍口初速為815每秒（2,670英尺每秒），並提供136.78千牛頓（15.375短噸力）槍口動能，確保砲彈能在1,800（2,000碼）射程內穿透610（24英寸）厚的裝甲板；這主砲性能足以讓布韋號能夠輕鬆地擊穿當時大多數戰艦的裝甲帶。274（10.8英寸）口徑火砲的槍口初速略少於305（12.0英寸）口徑主砲，槍口動能為101.20千牛頓（11.375短噸力），可讓砲彈穿透460（18英寸）厚的裝甲板。主砲塔運作屬於液壓式，需要將炮口壓到水平面以下4度才能裝載彈藥。2種類型主砲的射速為每分鐘一發，其砲塔皆可將砲管提升到水平面以上14度。在最大射程上，305（12.0英寸）口徑主砲可達12,400米（40,700英尺），274（10.8英寸）口徑火砲則為11,700（38,400英尺）。
艦上的次要武器包括8門138公釐45倍徑1893年型火砲，所有火砲皆配置在上層建築角落的單裝砲塔中，其中2座138（5.4英寸）口徑砲塔位在前主砲塔後方，船舯4座分別在274（10.8英寸）口徑砲塔兩側，另外2座則位在後主砲塔後方。138（5.4英寸）口徑火炮的射速為每分鐘4輪，在砲管角度達水平面以上20度時，其射程半徑可達最大11,000（36,000英尺）。為了加強反魚雷艇能力，艦上另配有8門100（3.9英寸）口徑速射砲、12門哈其開斯3磅艦炮、以及5門QF1磅砰砰炮。100（3.9英寸）口徑火砲中有4門以單裝方式安裝在砲塔內，另外4門僅以炮盾保護並安裝在砲座上。這些火炮中有4門配置在煙囪附近，2門以並排方式配置在前艦橋處，另外2門配置在後艦橋兩側。此款火炮射速為每分鐘7至15發，最大射程半徑可達5,000（16,000英尺）。12門3磅艦炮及5門QF1磅砰砰炮皆以單架安裝，其中有3門3磅艦炮屬於哈其開斯轉膛炮，另外5門則屬於單管炮。4門3磅艦炮安裝在軍用桅杆的下平台上，其餘火炮則與QF1磅砰砰炮平均分布上層建築各處。
按照當時主力艦的武器配備，本艦在艦身處同樣加裝4組450（18英寸）口徑魚雷管，其中2組安裝在艦體水面下區域，約位在靠近船艏的舷側，並可瞄準與船軸垂直方向的目標；另外2組則以可迴轉固定式，配置在艦體水面上船舯處，但在水面上的魚雷管後來於改裝工程中皆全移除。這些魚雷管的射控系統是由位於司令塔頂部或砲台甲板上的瞄準器組成，其中在司令塔上的瞄準器以裝甲保護，但在砲台甲板上的瞄準器則未設有任何保護措施。出航值勤時，布韋號共可攜帶10發1892年土倫/阜姆型魚雷，其中6發分配給水下2組，另外4發則配給位在甲板上的2組。艦上另攜帶12個水雷，並可經由艦上的中型艇來佈置。

#### 射控系統
在1890年代初期時，法國海軍便在布韋號開始建造前即引入一組新型射控系統，此組系統包含測距儀、桅杆觀測器、電子化傳輸裝置等，整套系統可將控制中心的火控指令迅速傳達給火炮端的組員。布韋號後來成為第一艘使用此系統的戰艦；為了設置此系統，艦上的大口徑與中口徑火炮砲管被分成多個個別單元，100（3.9英寸）口徑以下的火砲則以2門或2門以上為一個控制單元。所有火砲皆由位在司令塔及裝甲甲板下方的中央指揮站控制。中央指揮站首先從測距儀接收到目標與本艦之間的範圍及方位等訊息，接著計算出射擊方案，然後透過電子傳輸裝置將計算後的資訊傳送至火炮端，引導單個或多個火炮單元執行射擊指令。

### 裝甲防護
本艦的裝甲防護原料採用施耐德-克魯佐、聖沙蒙、查狄倫-科芒特里等製造廠生產的鎳合金鋼，而使用鎳合金鋼的好處在設計人員能夠減少鋼材厚度而不影響其防護有效性，並且可有效降低重量，在嚴格地排水量限制下可將節省的重量轉移至其他部位使用。其主裝甲帶圍繞整個船體，在船舯最大厚度為400（16英寸），在下緣部分則逐漸減至200（7.9英寸），從船舯往前甲板的裝甲厚度逐漸降至300（12英寸），此段區域的下緣部分同樣厚度逐漸減至200（7.9英寸），船舯往後甲板的裝甲厚度則逐漸降至260（10英寸），此段區域的下緣部分則是降至120（4.7英寸），至艏柱處時則只剩200（7.9英寸）；另外，在裝甲帶後側有200（7.9英寸）厚的柚木做支撐。主裝甲帶上方與80（3.1英寸）厚的側面列板裝甲相連接，並在此處設有高度細分的堰艙，堰艙的側面由2層10（0.39英寸）厚的電鍍板加固，來減少戰鬥過程中進水所造成的危險。在主甲板部位，布韋號採用70（2.8英寸）厚的低碳鋼來保護，甲板背面則另外增加2層10（0.39英寸）厚的電鍍板加固。設計師在這裡使用低碳鋼的主因則是此種剛才較軟，在被穿甲彈於傾斜角度下擊中時僅會彎曲，不會整個裝甲板碎裂而二度傷及人員。下平臺甲板的裝甲厚度為30（1.2英寸），並有一層10（0.39英寸）厚的電鍍板在背側，確保能擋下穿透主甲板的任何碎片。
305（12.0英寸）口徑與274（10.8英寸）口徑的主砲塔表面與側面皆以370（15英寸）厚的滲碳裝甲保護，其頂部裝甲厚度為70（2.8英寸），底部則只有65（2.6英寸），而頂部與底部使用的鋼材並非是滲碳裝甲，而是低碳鋼。整個主砲塔則安座炮座上，而此炮座的側面以310（12英寸）厚的裝甲保護。138（5.4英寸）口徑砲塔側面與正面裝甲厚度為100（3.9英寸），其正面與底部的裝甲厚度分別為20（0.79英寸）及15（0.59英寸）。4門無砲塔保護的100（3.9英寸）口徑火炮，以72（2.8英寸）炮盾保護著。司令塔的側面則以320（13英寸）厚的裝甲保護，其正面與底部的裝甲厚度分別為為20（0.79英寸）及25（0.98英寸）。連接鍋爐的上升煙道部位，則由300（12英寸）厚的艙口圍板保護之。
然而本艦的裝甲佈局並無如設計師所希望地有效，原先依照設計排水量來建造時，設計人員即發現整個艦體橫傾約3度，整個裝甲帶也因此沒入水線以下；若將主砲塔旋轉到同一側時，艦體仍橫傾約2度。由於於安無法監督施工過程，導致後續工程一直持續增加重量，水線裝甲帶在水線以上的面積持續減少；而在增加重量的狀況下，艦體其他區域的裝甲防護也必須強制調整，其中最被人詬病的部分在炮座區域，但因為排水量被嚴格限制在12,000公噸（12,000長噸；13,000短噸），所以設計人員也只能勉強接受這些方案。另外，堰艙的設計後來也證明無法控制進水量，並對船舶穩定性產生嚴重影響。

## 服役歷程

### 第一次世界大戰前
布韋號戰艦的艦名來自前法國海軍上將弗朗索瓦·約瑟夫·布韋，本艦由查爾斯·恩斯特·于安設計，於1893年1月16日在洛里昂兵工廠放置龍骨，並在1896年4月27日時首次下水。當艦體舾裝工程結束後，本艦在1896年4月27日開始進行海試作業，原預定海試地點在布雷斯特，但這段期間法國與英國因殖民地擴張衝突而爆發法紹達事件，於是法國海軍將本艦海試地點改在地中海分艦隊所駐防的土倫。最終，布韋號於1898年6月正式服役於法國海軍，同時被分派至地中海分艦隊。
在1890年代晚期至1900年代初期之間，布韋號是法國海軍內最現代化的戰艦，因此成為地中海分艦隊的主要戰力之一；而在這段時期，布韋號主要的任務幾乎是例行訓練，這些訓練包括砲兵訓練、與魚雷艇及潛艇的聯合演習，以及練習攻擊沿海防禦工事等。其中最大的一次演習發生在1900年3月至7月期間，此次演習牽涉到地中海分艦隊與北方分艦隊（Escadre du Nord）。1900年3月6日，布韋號與高盧人號、查理曼號、若雷吉貝里號、查理·馬特號以及4艘防護巡洋艦的陪同下，一同前往儒昂湾進行海上演習及夜間射擊訓練。接著在1900年4月期間，整個演習艦隊訪問許多地中海沿岸的法國港口，並於5月31日航行至科西嘉島，直到6月8日才離去。在地中海完成演習行動後，地中海分艦隊於6月下旬在葡萄牙里斯本沿海與北方分艦隊會合，然後在7月時前往基伯龍灣進行聯合演習。整個聯合演習於1900年7月19日由法國總統埃米尔·卢贝在瑟堡舉行的海軍閱兵典禮完結，緊接著地中海分艦隊於1900年8月1日開始返航，並在8月14日抵達土倫。
布韋號在這之後被分派至地中海第二戰鬥總隊，並與若雷吉貝里號及剛服役的旗艦耶拿號在同一艦隊。1903年，法國海軍將新服役的蘇弗朗號戰艦頂替布韋號在地中海分艦隊的位置，並將本艦轉移至北方分艦隊（Escadre du Nord），代替老舊的毀滅號鐵甲艦。不過北方分艦隊的指揮官僅在1903年上半年派遣布韋號值勤，在1906年下半年開始至1906年為止這段期間便無執行任何任務。在這6個月的執勤時間中，布韋號先是於1903年1月21日與聖路易號、高盧人號、查理曼號、4艘巡洋艦及其餘驅逐艦的陪同下，一同參與在儒昂湾舉行的海上砲術演習，布韋號被分配到第二組，與高盧人號在同一隊內，而另外2艘戰艦組成第一組。1903年1月31日，當第二組指揮官命令從兩列縱隊改為戰列線排序以進行射擊訓練時，布韋號未能轉換至預定位置，而是在轉向時與高盧人號太過接近，導致高盧人號不小心與布韋號發生擦撞意外。布韋號上一具梯子受損，其中一組在甲板上安裝的魚雷發射管也受到損壞，高盧人號船艏也因擦撞而掉落2片裝甲，法國海軍在事後將這2艦的艦長免除指揮權。接著在1903年7月到8月間的年度艦隊演習中，海軍上將阿爾弗雷德·格瓦伊斯指派布韋號擔任艦隊旗艦，並在這場模擬戰鬥中擔任中立觀察艦。這場演習在1903年7月19日於瑟堡舉行的海軍閱兵典禮完結，法國總統埃米尔·卢贝也出席了這場典禮，並在閱兵典禮結束後登上布韋號向艦隊指揮官祝賀。1903年10月，布韋號隨其他地中海分艦隊一起前往帕爾馬，在返航途中艦隊同時進行海上演習。
1904年，地中海分艦隊在地中海東部展開年度巡航，布韋號隨艦隊訪問鄂圖曼帝國的克里特島苏达湾、貝魯特、士麥那、薩洛尼卡，以及義大利的西西里島與墨西拿，希臘的比雷埃夫斯等地。進入到1905年時，布韋號度過平靜無事的一年。1906年後，法國海軍將布韋號調回地中海分艦隊，並由海軍少將查爾斯·圖查德擔任總指揮。1906年4月，義大利維蘇威火山突然爆發，對當地造成嚴重災害，法國海軍事後派遣布韋號、高盧人號、耶拿號前去人道救援。3艘艦載有大約9,000份口糧前去救濟，艦上的船員同樣在當地幫助災民從災難中恢復過來。接著在1906年7月到8月間再度參與年度艦隊演習，而在演習途中差點與高盧人號發生第二次相撞意外。出航的艦隊於1906年9月16日及時回到馬賽參與海軍閱兵典禮，在這場典禮中還包括來自英國、西班牙、義大利等國前來的分艦隊。閱兵結束後，布韋號和其他法國艦一同返回土倫。1907年1月，法國海軍將布韋號改為後備役。法國海軍於1908年後，將布韋號轉調至地中海分艦隊第二總隊，儘管本艦仍保留在服役名單中，但艦上的工作人員卻減少一些。1908年7月，地中海分艦隊進行重組，布韋號改為第3戰鬥總隊旗艦，由海軍准將洛朗·馬林-達貝爾指揮，並與若雷吉貝里號及蘇弗朗號在同一艦隊。
自1909年1月開始，2艘共和級戰艦與4艘自由級戰艦開始陸續服役，地中海分艦隊開始進行重組。如此多的服役艦艇讓法國海軍決定建立第二組戰鬥分艦隊，而布韋號被分配到立第2戰鬥分艦隊第3總隊，並且仍然是馬林-達貝爾的旗艦。不過布韋號的旗艦地位在第二年就被聖路易號取代，而在那一年本艦幾乎沒有執行任何一項行動，僅在六月進行的艦隊演習期間加入作戰。1911年1月，布韋號轉調第2戰鬥分艦隊第2總隊，並成為海軍准將阿希爾·維克托·亞當（Achille Victor Adam）的旗艦。然而艦隊於1911年10月5日再次重組，而布韋號在第3戰鬥分艦隊旗艦位置被查理·馬特號取代。1912年10月16日，布韋號與高盧人號、聖路易號、馬塞納號、若雷吉貝里號等艦一同轉為第3戰鬥分艦隊訓練總隊，開始執行訓練任務，查理曼號則於1913年7月隨後加入該中隊，不過訓練總隊於1911年11月11日解散，布韋號與聖路易號、高盧人號一同轉調至後備總隊。然而訓練任務一直持續到1914年，並且在1914年3月時，第3戰鬥分艦隊被併入地中海分艦隊，布韋號被轉派至第1艦隊，並隨艦隊前往科西嘉島進行射擊訓練。1914年5月13日起，布韋號開始進行額外的演習訓練；在此期間，本艦隨艦隊訪問法屬突尼西亞比塞大、法屬阿爾及利亞阿爾及爾以及科西嘉島阿雅克肖。

### 第一次世界大戰期間
第一次世界大戰於1914年7月底爆發後，法國政府於1914年8月1日宣布全國動員。海軍上將奧古斯汀·布埃·德·拉佩雷爾於次日下令所有法國艦隊在22：15時開始運轉鍋爐，希望能讓所有軍艦在次日時早些啟程。幾乎所有艦隊都被派往法屬北非，並將當地的陸軍及駐防單位陸續藉由運輸艦調回法國本土，以便有足夠的人力來抵抗德國入侵。為了防止德國格本號大巡洋艦在西地中海海域發動海上襲擊，海軍准將埃米爾·保羅·阿馬布勒·蓋普拉特指揮布韋號、蘇弗朗號、若雷吉貝里號、高盧人號等艦前往法屬阿爾及利亞進行防禦。艦隊先是抵達阿爾及爾，接著在前往奧蘭。在奧蘭當地，C艦隊與其中一支運輸艦隊會合，並於8月6日向北護航至塞特。C艦隊接著從塞特前往土倫，然後再次前往阿爾及爾執行另一次護航任務。當法國陸軍部隊於8月底完全從北非轉移回法國本土後，C艦隊的任務改為在突尼斯及西西里島之間執行海上巡邏任務，從而阻止有任何違禁品利用商船運至同盟國。這段期間，格本號直接駛往君士坦丁堡，因此法艦沒有與德艦直接交戰。
1914年11月，法國海軍派遣本艦與沙內海軍上將號裝甲巡洋艦前去接替位在蘇伊士運河北入口段擔任警備任務的英艦黑太子號裝甲巡洋艦與勇士號裝甲巡洋艦。然而，布韋號僅在當地駐防一段時間，法國海軍就於12月20日派遣真理號來接替其職務，並立刻被北調至達達尼爾海峽。接下來數個月，協約國陣營開始在此地聚集一支龐大的艦隊群，並準備開始策畫如何突破鄂圖曼帝國在海峽建立的防線。在主要的進攻行動開始前，英法艦隊在提涅多斯島與利姆諾斯島穆茲羅斯海灣之間交替駐防，並負責巡邏海峽入口處，確保格本號沒有嘗試出海突擊。1915年2月1日，布韋號轉往萊斯博斯島希格里。

#### 加里波利海戰
自1915年初開始，法國與英國便打算先攻擊較弱的鄂圖曼帝國，兩國開始策畫動員雙方的地中海艦隊，直接在達達尼爾海峽發動大型海戰，其最終目標是佔領鄂圖曼帝國首都君士坦丁堡，確保從地中海到黑海的航線能安全無虞。法國艦隊招集布韋號等4艘戰艦組成特遣艦隊，與12艘英國戰艦組成同一戰鬥序列。整場行動的第一階段於1915年2月19日開始，布韋號當日與蘇弗朗號及英艦不屈號、阿爾比恩號、凱旋號、康沃利斯號一同在海峽口對鄂圖曼的防禦工事進行砲擊。執行任務期間，位在觀測位置的布韋號透過無線電報通知蘇弗朗號調整射擊目標，高盧人號則在後方對其它鄂圖曼的岸防炮執行反砲兵行動。首戰6天過後，英法艦隊再度發動攻擊，試圖瓦解鄂圖曼在海峽口的防禦工事。在這場行動中，布韋號再度擔任觀察艦，協助高盧人號壓制火力。這次的攻擊非常成功，鄂圖曼於海峽口的各個防禦工事在經過這幾天英法戰艦輪番砲擊下接連瓦解，讓聯軍可派遣掃雷艦進入達達尼爾海峽執行排雷作業，為後續作戰清出一條通往君士坦丁堡的航線。3月1日，法國特遣艦隊駛入萨罗斯湾，試圖尋找鄂圖曼帝國在加利波利半島愛琴海側的海防陣地。法國艦隊緊接著在3月5日開始對此處的鄂圖曼海防陣地進行砲擊任務，英國分艦隊緊接著在1915年3月7日前來接替任務攻擊位在達耳達諾斯的要塞，而法國艦隊則改為壓制砲火任務。
1915年3月18日，英法兩國開始策畫對達達尼爾海峽沿岸的鄂圖曼防禦工事發動總攻擊。英國艦隊由海軍准將約翰·德·羅貝克指揮，率領伊麗莎白女王號等數艘無畏艦先行駛入海峽清除障礙；法國艦隊則由蓋普拉特的指揮，在後方為英國艦隊支援，並朝沿岸防禦工事進行砲擊任務。由於法艦的火力射程半徑較短，使得法艦必須更靠近防禦工事才得以有效地壓制岸防火力，這也使得先行進入海峽的英國艦隊須先清除一部分的火炮，才能讓法艦較安全地在近距離炮擊沿海防禦工事。蓋普拉特將艦隊分成兩組，布韋號與蘇弗朗號攻擊海峽亞洲一側的防禦工事，高盧人號與查理曼號則攻擊海峽歐洲一側的防禦工事。然而蓋普拉特與英國將領們錯誤地認為鄂圖曼的攻擊火力已在先前地攻勢中大為削減，實際上鄂圖曼的士兵們將火炮隱密在海峽兩岸，準備在英法艦隊駛入海峽後發動反擊。當蓋普拉特率艦駛近距防禦工事9,100（10,000碼）時，雙方的砲手開始發動砲擊戰。布韋號與蘇弗朗號在航行中持續交替戰鬥位置，利用軍艦的機動性來擾亂鄂圖曼砲手，讓對方難以命中目標。儘管如此，持續作戰的布韋號至當日14點時仍被岸防砲命中數發砲彈，而位在炮廓內的2門火砲已完全癱瘓。雖然哈米迪耶堡壘（Hamidieh）的火炮後來被布韋號成功地癱瘓，但本艦的艦橋也發生一場嚴重火災。整場攻擊堡壘的過程中，布韋號總計被鄂圖曼的岸防砲命中8次，前砲塔也因裝藥排煙導管受損嚴重而無法運轉。
約13點45分時，德·羅貝克下令蓋普拉特需立刻撤回法國艦隊，以便英國艦隊能接替炮擊鄂圖曼帝國的海防工事。布韋號此時正與納瑪齊堡壘（Namazieh）作戰，艦長瓦倫丁-瑪利亞·拉喬特·德·拉·圖什起初沒有回蓋普拉特關於跟隨蘇弗朗號撤出海峽的命令。當蓋普拉特再次下命令布韋號立刻停止交火後，德·拉·圖什才下令將布韋號往南撤離。此後不久，布韋號突然發生一場大爆炸，接著大片地紅黑煙霧從艦上升起，其他艦上的觀察員無法立即判斷本艦是被鄂圖曼的砲彈擊中，或是被陸基魚雷發射器的魚雷命中，還是誤觸水雷所引發的。在一旁護衛的驅逐艦與哨艇立刻趕到現場進行救援，然而布韋號在爆炸發生2分鐘後就迅速傾覆並沉入海底，艦上710名船員僅有75名在這場災難中獲救，其餘24名軍官和619名船員罹難。在這之中，大多數倖存者都是由英國蚊號驅逐艦救出。法國海軍事後推估本艦發生爆炸後迅速翻覆的原因可能在於艦體過於老舊，或是彈藥艙爆炸導致。蓋普拉特也曾評論道，布韋號的船體穩定性很差。然而協約國人員在海戰過後才確認布韋號是誤觸水雷財引發這場災難，這主要是鄂圖曼於海戰爆發前一周才在此處秘密鋪設水雷，使得協約國海軍人員在發動攻擊前一刻完全無法得知這一情報。
儘管布韋號沉沒象徵當日戰鬥損失的第一艘艦，英艦指揮官仍認為本艦是被砲彈或魚雷擊中而沉沒的，完全沒有意識到已經深入鄂圖曼在一周前秘密佈置的水雷區。這一錯誤地認知導致英國海洋號與無阻號兩艘前無畏艦接連因觸雷而相繼沉沒，不屈號戰鬥巡洋艦也因觸雷而嚴重受損，沒有觸雷的蘇弗朗號與高盧人號也被岸防砲重創，最後英法聯軍只好在中途率艦撤離。總計英法聯軍在1915年3月18日的總攻擊中損失布韋號、海洋號、無阻號等3艘戰艦，另有數艘大型軍艦嚴重受損。聯軍高層認為此次海戰損失太大，決定放棄從海路進攻君士坦丁堡，並轉而派遣陸軍登陸加里波利半島來進攻君士坦丁堡。當英法聯軍開始發動登陸作戰時，法國海軍調遣亨利四世號戰艦來頂替已損失的布韋號。